# Eloxochitlán (Hidalgo)
Esta página se refiere a una localidad. Para el municipio homónimo véase Municipio de Eloxochitlán (Hidalgo)
 Eloxochitlán  es una localidad, cabecera del Municipio de Eloxochitlán en el estado de Hidalgo en México.

## Toponimia
Del náhuatl: "elot" elote, "xochitl" flor y "tan" lugar. lugar donde abunda la Flor de Elote.

## Historia
Con la llegada de los misioneros agustinos bautizan a Eloxochitlán con el nombre de San Agustín, los habitantes de la región popularmente lo conocen como "San Agustin Colorado", por su tierra roja o barro rojo. En el Siglo XIX se registra la fundación de Eloxochitlán.

## Geografía
La localidad se encuentra en la región de la Sierra Baja, le corresponden las coordenadas geográficas 20°44′48.183″ de latitud norte y 98°48′32.907″ de longitud oeste, con una altitud de 1957 m s. n. m.
Su terreno es de meseta y sierra principalmente; y se encuentra en la provincias fisiográfica de la Sierra Madre Oriental, y dentro de la subprovincia de Llanuras y sierras de Querétaro e Hidalgo. En lo que respecta a la hidrología se encuentra posicionado en la región del Pánuco, dentro de la cuenca del río Moctezuma, y en la subcuenca del río Amajac.
Tiene una temperatura media anual de 17 °C una precipitación pluvial de 1075 milímetros cúbicos por año.

## Demografía
De acuerdo con el Censo de Población y Vivienda 2020 del INEGI; la localidad tiene una población de 601	 habitantes, lo que representa el 18.04 % de la población municipal. De los cuales 298 son hombres y 303 son mujeres; con una relación de 98.35 hombres por 100 mujeres.
Las personas que hablan alguna lengua indígena, es de 4 personas, alrededor del 0.67 % de la población de la ciudad. En la ciudad hay 8 personas que se consideran afromexicanos o afrodescendientes, alrededor del 1.33 % de la población de la ciudad.
De acuerdo con datos del censo INEGI 2020, unas 526 se declaran practicar la religión católica; unas 230 personas declararon profesar una religión protestante o cristiano evangélico; 0 personas declararon otra religión; y unas 43 personas que declararon no tener religión o no estar adscritas en alguna.
| Gráfica de evolución demográfica de Eloxochitlán entre 1900 y 2020                           |
|                                                                                              |
| Población de los censos y conteos del Instituto Nacional de Estadística y Geografía (INEGI). |

## Economía
Tiene un grado de marginación medio y un grado de rezago social bajo.